# João Francisco Pereira de Souza
João Francisco Pereira de Souza (Santana do Livramento, 12 de abril de 1866 – São Paulo, 4 de maio de 1953) foi um coronel da fronteira Brasil–Uruguai, senhor das estradas entre Bagé e Alegrete de 1896 a 1908. Envolvido em diversas revoluções brasileiras (1893, 1924, 1930 e 1932) e uruguaias (1897 [es] e 1904), João Francisco foi membro do Partido Republicano Rio-grandense e comandante do 2.º Corpo Provisório da Brigada Militar do Rio Grande do Sul, no quartel do Cati. Com fama de caudilho, ganhou a alcunha de “Hiena do Cati” entre seus detratores.
Começando sua carreira militar na Guarda Nacional, João Francisco era positivista e foi um dos fundadores do Partido Republicano santanense, em 1884, quando tinha 18 anos. Sua carreira política foi construída no PRR, partido hegemônico no Rio Grande do Sul no início do período republicano, e sua primeira experiência em combate foi em favor do PRR durante a Revolução Federalista (1893–1895). À frente de um “Esquadrão de vigilância de Fronteira”, ficou conhecido como um líder agressivo e leal, mas desconfiado pelos oficiais de linha. Ele ganhou fama na batalha de Campo Osório, que encerrou a guerra civil no Rio Grande do Sul, e desenvolveu amizade e reciprocidade com Júlio de Castilhos, o líder do PRR e presidente estadual.
Ao final da guerra a União dissolveu os corpos provisórios gaúchos em 1896, mas Júlio de Castilhos recomendou João Francisco ao posto de coronel da Guarda Nacional e criou uma nova unidade para ele, o 2.º Corpo Provisório, responsável pela vigilância fronteiriça entre Livramento, Quaraí e Alegrete.  Nessa posição, ele era ao mesmo tempo liderança militar e política, organizando os chefes locais do PRR. Como “vice-rei da fronteira”, tinha poder para afrontar ao Exército Brasileiro, o Itamaraty e o governo uruguaio, mas obedecia as ordens vindas de Porto Alegre. Em 1901, foi alçado ao comando da 32.ª Brigada de Cavalaria da Guarda Nacional. Sua tropa chegou a ser de 800 homens em quatro esquadrões, sediados no quartel do Cati, na divisa entre Livramento e Quaraí.
Na fronteira, João Francisco precisava lidar com os federalistas, contrabandistas fortemente armados e capangas violentos. Em 1896 ele protegeu Aparício Saraiva, líder uruguaio que havia combatido pelos federalistas e temia perseguição pelo PRR. A reconciliação entre os dois foi mediada por Abelardo Marquéz, chefe do Partido Blanco na região de Rivera. De antigo inimigo dos Saraiva, João Francisco tornou-se aliado. Suas incursões em território uruguaio renderam-lhe a inimizade do Partido Colorado, inimigo dos blancos, e tornaram-no uma figura controversa nos dois lados da fronteira. Sua fama alcançava Brasil, Uruguai e Argentina. Escritores contrastavam seu porte refinado e culto com as histórias macabras a seu respeito.
A imagem do quartel do Cati projetava terror. As tropas tinham uma fama brutal, exagerada, mas com um fundo de verdade. Punições violentas para os criminosos, como os açoites, não eram incomuns na região, e tampouco o recrutamento forçado. Quanto à degola, João Francisco afirmou, em diferentes ocasiões: “os rapazes entusiasmam-se nas pelejas e, coitados, não os posso castigar por isso. Os federais fazem o mesmo. As nossas guerras são assim.” “Degola sempre existiu, mas era só quando a justiça exigia, para “limpar” um pouco este oeste, de bandidos e ladrões de gado”. Por outro lado, correspondentes e oficiais descreviam uma atmosfera de ordem e progresso técnico no quartel, e não castigos hediondos fora dos padrões da época.
A morte de Júlio de Castilhos em 1903 e a sucessão do poder estadual a Borges de Medeiros iniciaram o declínio de João Francisco. No ano seguinte, morreu Aparício Saraiva, seu aliado no Uruguai. Seu último defensor era o senador Pinheiro Machado. Borges de Medeiros reduziu o financiamento do regimento, que em 1907 encolhera a 200 homens. Ele foi finalmente extinto em 1908, após mais de uma década de reclamações do Exército e do Itamaraty. Em 1910, Bernardini e Pedro, irmãos de João Francisco, foram assassinados e sua família passou a ser perseguida pela justiça borgista. O terreno do Cati foi comprado pelo Exército e transformado em campo de instrução. As antigas instalações do quartel estão em ruínas.
Em 1924 João Francisco participou da Revolta Paulista, liderada por outro gaúcho, o general Isidoro Dias Lopes. Na batalha pela cidade de São Paulo, em julho daquele ano, ele comandou o segundo setor do exército dos revoltosos, responsável por defender a região entre o Hipódromo da Mooca e a Várzea do Carmo. Em 25 de julho, foi ferido quando liderou um trem blindado em ataque às forças legalistas. Um mês depois ele já comandava a vanguarda do exército revolucionário na Campanha do Paraná, ocupando o oeste paranaense. Ali, desentendeu-se com o general Isidoro, por tomar decisões sem o aval do Alto Comando, e, alegando motivos de saúde, exilou-se na Argentina em janeiro de 1925.